# Miccolamia kaniei
Miccolamia kaniei är en skalbaggsart som beskrevs av Masatoshi Takakuwa och N. Ohbayashi 1992. Miccolamia kaniei ingår i släktet Miccolamia och familjen långhorningar. Inga underarter finns listade i Catalogue of Life.